# Иван Тонев (актьор)
Вижте пояснителната страница за други личности с името Иван Тонев.
Иван Тонев Петков е български актьор.
Роден е в град Хасково на 20 декември 1926 г.
Завършва ДВТУ „Кръстьо Сарафов" през 1952 със специалност актьорско майсторство в класа на професор Кръстьо Мирски.
Работил е в Народен театър „Иван Вазов“ (1952 – 1953), (1963 – 1964), Сатиричен театър „Алеко Константинов“ (1957 – 1958), Бургаския драматичен театър (1960 – 1961), Народен театър за младежта (1964 – 1966), „Театър на Поезията“ (1966 – 1967), Театър „София“ (1967 – 1970) и в Шуменския театър (1970 – 1974).
Умира през 1994 г.

## Награди и отличия
- Заслужил артист (1963).
- Орден „Кирил и Методий“ – I степен (1963).
- Лауреат на Димитровка награда

## Театрални роли
- „Камък в блатото“ (Георги Караславов) – Бойко Савин
- „Левски“ (Мирчовски) – Левски
- „Борислав“ (Иван Вазов) – Борислав

## Филмография
| Година | Филми и Сериали                        | Серии | Копродукции     | Роля                                             |
| ------ | -------------------------------------- | ----- | --------------- | ------------------------------------------------ |
| 1984   | Златният век                           | 11    |                 | (в 5 серии – 1,2,3,7 и 8-а)                      |
| 1978   | По дирята на безследно изчезналите     | 4     |                 | Коста Янков                                      |
| 1964   | Черната река                           |       |                 | Минко                                            |
| 1963   | Калоян                                 |       |                 | Добрило                                          |
| 1960   | В тиха вечер                           |       |                 | политкомисарят                                   |
| 1957   | Гераците                               |       |                 | Петър                                            |
| 1957   | Урокът на историята – („Урок истории“) |       | СССР / България | Стефан Димитров-Стефчо, по-малкия брат на Георги |
| 1956   | Точка първа                            |       |                 | работникът Иван                                  |
| 1956   | Димитровградци                         |       |                 | Мишо                                             |
| 1954   | Героите на Шипка – („Герои Шипки“)     |       | СССР / България |                                                  |
| 1952   | Песен за човека                        |       |                 | Владо                                            |
| 1952   | Наша земя                              |       |                 | Джелал                                           |
| 1952   | Под игото                              |       |                 | Петър Овчаров                                    |
| 1951   | Утро над Родината                      |       |                 | Стефанов                                         |
| 1950   | Тревога                                |       |                 |                                                  |